# 23 janvier 1994
Le dimanche 23 janvier 1994 est le 23e jour de l'année 1994.

## Naissances
- Addison Russell, joueur de baseball américain
- Alberto Covarrubias, cycliste mexicain
- Austin Theriault, pilote automobile de stock-car américain
- Chan Vathanaka, Footballeur cambodgien
- Daniel Zupeuc, athlète chilien
- Hamish Schreurs, coureur cycliste néo-zélandais
- Jan Świtkowski, nageur polonais
- Kadri Moendadze, joueur français de basket-ball
- Merhawi Kudus, coureur cycliste érythréen
- Pape Mbaye, joueur de basket-ball sénégalais
- Celia Pavey, musicienne australienne
- Wesley Jobello, joueur de football français
- Yekaterina Larionova, lutteuse kazakhe

## Décès
- Eila Pennanen (née le 8 février 1916), femme de lettres finlandaise, romancière, critique littéraire, essayiste et traductrice
- Nikolaï Ogarkov (né le 30 octobre 1917), militaire soviétique
- Oliver Smith (né le 13 février 1918), décorateur, directeur et producteur de théâtre américain
- Suzanne Blum (née le 24 novembre 1898), avocate et femme de lettres française
- Tadashi Sugimata (né le 26 mars 1914), peintre japonais

## Événements
- Sortie de l'album Jimmy Eat World